# Altamira (película)
Altamira es una película de 2016, dirigida por Hugh Hudson y protagonizada por Antonio Banderas, que relata el descubrimiento y posterior polémica sobre la autenticidad de las pinturas de la cueva de Altamira.

## Sinopsis
En 1879, un arqueólogo amateur, Marcelino Sanz de Sautuola (Antonio Banderas), y su hija de ocho años, María, descubrieron en Cantabria una de las obras prehistóricas más importantes de la Historia: las pinturas de Altamira. Lejos de proporcionarle honor y gloria, su deslumbrante contribución a la historia le enfrentó a la Iglesia católica y a la indiferencia y el escarnio de la comunidad científica de la época, a pesar de sus esfuerzos por demostrar la veracidad del descubrimiento.

## Premios
La película tuvo 17 candidaturas en los Premios Goya 2017, pero finalmente no tuvo ninguna nominación. Por lo tanto no obtuvo ningún premio Goya.

## Rodaje
La película se rodó en Santillana del Mar, Comillas, Puente San Miguel y Santander a finales de 2014 y principios de 2015.

## Taquilla
Altamira es una producción de 10 millones de euros, la cual no tuvo una buena recaudación y no sorprendió cuando fue la tercera película más vista el viernes y el sábado después de su debut. Su recaudación estimada en sus primeros días según Rentrak estuvo entre los 360 000 y los 400 000 euros, lo que significa una media de 1702 euros. Tras su tercera semana en la cartelera la producción tuvo una recaudación en total de 1 025 345 euros y 165 160 espectadores.